# Nijmegen Open
Nijmegen Open is een internationaal damtoernooi met vrije inschrijving dat vanaf 1985 jaarlijks in de week na de Nijmeegse Vierdaagse in Nijmegen wordt gespeeld.
De speellocatie was de Jan Massinkhal met uitzondering van 2022 waarin door de EuroGames werd uitgeweken naar Sporthal De Triangel. In 2025 wordt de Jan Massinkhal gesloopt waardoor het toernooi gehouden wordt in Sporthal De Boog in Nijmegen-Lent. Initiatiefnemer van het toernooi was Frans Kalsbeek die tot zijn dood in 2003 (tijdens Brunssum Open) de hoofdorganisator was.

## Recordwinnaars
|   | Naam              | Aantal | Jaren                        |
| - | ----------------- | ------ | ---------------------------- |
| 1 | Johan Krajenbrink | 5      | 1985, 1986, 1988, 1993, 2012 |
| 3 | Guntis Valneris   | 4      | 1991, 2006, 2007, 2010       |
| 3 | Roel Boomstra     | 4      | 2013, 2016, 2018, 2019       |
| 3 | Martin Dolfing    | 4      | 2008, 2009, 2021, 2024       |
| 5 | Vadim Virny       | 2      | 1989, 2002                   |
| 5 | Jan Groenendijk   | 2      | 2017, 2023                   |

## Eregalerij
| Jaar | Goud                                   | Zilver                                 | Brons                                  |
| ---- | -------------------------------------- | -------------------------------------- | -------------------------------------- |
| 1985 | Johan Krajenbrink                      | Nico Knoops                            | Frans Hermelink                        |
| 1986 | Johan Krajenbrink                      | Peter Schuitema                        | Andrew Tjon A Ong                      |
| 1987 | Rein van der Pal                       | Jacob Okken                            | Nico Knoops                            |
| 1988 | Johan Krajenbrink                      | Cees Strooper                          | Jacob Okken                            |
| 1989 | Vadim Virny                            | Frans Hermelink                        | Johan Krajenbrink                      |
| 1990 | Jannes van der Wal                     | Rostislav Lesjtsjinski                 | Igal Koifman                           |
| 1991 | Guntis Valneris                        | Alexander Baljakin                     | Anatoli Gantvarg                       |
| 1992 | Anatoli Gantvarg                       | Eric van Dusseldorp                    | Jacob Okken                            |
| 1993 | Johan Krajenbrink                      | Michail Kats                           | Geert van Aalten                       |
| 1994 | Geert van Aalten                       | Bassirou Ba                            | Tjeerd Harmsma                         |
| 1995 | Bassirou Ba                            | Johan Krajenbrink                      | Eduard Autar                           |
| 1996 | Macodou N'Diaye                        | Bassirou Ba                            | Johan Krajenbrink                      |
| 1997 | Arnaud Cordier                         | Geert van Aalten                       | Bassirou Ba                            |
| 1998 | N'Diaga Samb                           | Johan Krajenbrink                      | Aleksandr Schwarzman                   |
| 1999 | Aleksandr Schwarzman                   | Geert van Aalten                       | Guntis Valneris                        |
| 2000 | Alexander Baljakin                     | Aleksej Tsjizjov                       | Aleksandr Schwarzman                   |
| 2001 | Auke Scholma                           | Aleksej Tsjizjov                       | N'Diaga Samb                           |
| 2002 | Vadim Virny                            | Jeroen van den Akker                   | Mark Deurloo                           |
| 2003 | Kees Thijssen                          | Johan Krajenbrink                      | Geert van Aalten                       |
| 2004 | Alexander Baljakin                     | Guntis Valneris                        | Anton van Berkel                       |
| 2005 | Flaubert Ndonzi                        | Mark Podolski                          | Kees Thijssen                          |
| 2006 | Guntis Valneris                        | Jasper Lemmen                          | Kees Thijssen                          |
| 2007 | Guntis Valneris                        | Sven Winklel                           | Flaubert Ndonzi                        |
| 2008 | Martin Dolfing                         | Ron Heusdens                           | Alexander Baljakin                     |
| 2009 | Martin Dolfing                         | Guntis Valneris                        | Johan Krajenbrink                      |
| 2010 | Guntis Valneris                        | Alexander Baljakin                     | Martin Dolfing                         |
| 2011 | Jasper Lemmen                          | Martin Dolfing                         | Geert van Aalten                       |
| 2012 | Johan Krajenbrink                      | Cor van Dusseldorp                     | Macodou N'Diaye                        |
| 2013 | Roel Boomstra                          | Aleksej Domchev                        | Jasper Lemmen                          |
| 2014 | Andrej Kalmakov                        | Johan Krajenbrink                      | Roel Boomstra                          |
| 2015 | Aleksandr Boelatov                     | Anton Kosior                           | Jasper Lemmen                          |
| 2016 | Roel Boomstra                          | Aleksej Domchev                        | Aleksandr Boelatov                     |
| 2017 | Jan Groenendijk                        | Johan Krajenbrink                      | Aleksej Domchev                        |
| 2018 | Roel Boomstra                          | Artem Ivanov                           | Maarten Linssen                        |
| 2019 | Roel Boomstra                          | Jasper Lemmen                          | Artem Ivanov                           |
| 2020 | Niet gespeeld wegens de Coronapandemie | Niet gespeeld wegens de Coronapandemie | Niet gespeeld wegens de Coronapandemie |
| 2021 | Martin Dolfing                         | Aleksej Domchev                        | Johan Krajenbrink                      |
| 2022 | Artem Ivanov                           | Johan Krajenbrink                      | Bart Terwel                            |
| 2023 | Jan Groenendijk                        | Jitse Slump                            | Johan Krajenbrink                      |
| 2024 | Martin Dolfing                         | Tom Rinner                             | Jasper Lemmen                          |
| 2025 | Alexander Shvartsman                   | Jan Groenendijk                        | Jitse Slump                            |